# Żagań
Żagań là một thị trấn thuộc huyện Żagański, tỉnh Lubuskie ở tây Ba Lan. Thị trấn có diện tích 40 km². Đến ngày 1 tháng 1 năm 2011, dân số của thị trấn là 26253 người và mật độ 650 người/km².